# Orthocladius tolleti
Orthocladius tolleti är en tvåvingeart som först beskrevs av Maurice Emile Marie Goetghebuer 1944.  Orthocladius tolleti ingår i släktet Orthocladius och familjen fjädermyggor.
Artens utbredningsområde är Belgien. Inga underarter finns listade i Catalogue of Life.